# Argentína az 1928. évi téli olimpiai játékokon
Argentína a svájci St. Moritzban megrendezett 1928. évi téli olimpiai játékok egyik részt vevő nemzete volt. Az országot az olimpián 1 sportágban 10 sportoló képviselte, akik érmet nem szereztek. Argentína először vett részt a téli olimpiai játékokon.

## Bob
| Versenyző                                                                              | 1. futam | 1. futam | 2. futam | 2. futam | Összesítés | Összesítés |
| Versenyző                                                                              | Idő      | Hely.    | Idő      | Hely.    | Idő        | Helyezés   |
| -------------------------------------------------------------------------------------- | -------- | -------- | -------- | -------- | ---------- | ---------- |
| Eduardo Hope Jorge del Carril Horacio Gramajo Horacio Iglesias Hector Milberg          | 1:40,1   | 3.       | 1:42,5   | 6.       | 3:22,6     | 4.         |
| Arturo Gramajo Mariano Domari Rafael Iglesias Ricardo Gonzales Moreno John Victor Nash | 1:42,3   | 8.*      | 1:40,6   | 3.       | 3:22,9     | 5.         |

* - egy másik csapattal azonos eredményt ért el